# Huslenky
Huslenky település Csehországban, Vsetíni járásban. Huslenky Halenkov, Hovězí, Valašská Senice és Zděchov településekkel határos. Lakosainak száma 2188 fő (2024. január 1.).

## Népesség
A település lakosságának változását az alábbi diagram mutatja:
| Lakosok száma |      | 1346 | 1857 | 2222 | 2133 | 2088 | 2231 | 2223 | 2161 | 2188 |
|               | 1869 | 1890 | 1921 | 1950 | 1980 | 2001 | 2017 | 2019 | 2022 | 2024 |